# Roman Czartoryski
Roman Adam Czartoryski (ur. 23 listopada 1839 w Berlinie, zm. 19 lutego 1887 w Jabłonowie) – książę, polski arystokrata, więzień stanu, działacz społeczny i polityczny.

## Życiorys
Urodził się 23 listopada 1839 roku w Berlinie. Był synem księcia Adama Konstantego Czartoryskiego i księżnej Wandy Radziwiłłówny, córki księcia Antoniego Hernryka Radziwiłła księcia-namiestnika Wielkiego Księstwa Poznańskiego. W wieku 6 lat stracił matkę. Był wychowywany przez przyjaciółkę matki, Teklę von Gumpert a później macochę Elżbietę Działyńską. Ukończył gimnazjum św. Marii Magdaleny w Poznaniu. Był słuchaczem prawa na uniwersytetach w Bonn, Berlinie i Wrocławiu. W czasie studiów często podróżował. Bywał częstym gościem Hotelu Lambert.
Po wybuchu powstania styczniowego wyjechał do Anglii. Nie brał udziału w walkach, ale wspomagał zakup broni. Aresztowany, spędził 18 miesięcy w więzieniu. W 1867 wybrano go posłem do parlamentu niemieckiego. Był posłem przez wiele lat. Brał czynny udział w pracach parlamentu. Doszedł do godności prezesa Koła Polskiego w parlamencie niemieckim. Na łamach parlamentu bronił interesów Wielkiego Księstwa Poznańskiego. Przyczynił się do scalenia środowisk emigracyjnych. Działał w Kółkach Rolniczych. Wspomagał finansowo Kurier Poznański i Gazetę Toruńską.
Działalność parlamentarną w sejmie niemieckim zakończył w 1880 roku. W 1883 został obywatelem austriackim. Wybrany został do sejmu galicyjskiego. Został prezesem klubu centrum. W swoich dobrach rozwinął działalność kulturalno-oświatową. Starał się o podniesienie dobrobytu włościan. Dbał o chłopów. Wspomagał ich finansowo. W 1873 roku poślubił Florentynę Dzieduszycką, dziedziczkę Jabłonowa i Horodnicy. Zmarł 19 lutego 1887 roku w Jabłonowie.